# Усищево
Усищево — деревня в Череповецком районе Вологодской области.
Входит в состав Мяксинского сельского поселения, с точки зрения административно-территориального деления — в Мяксинский сельсовет.
Расстояние по автодороге до районного центра Череповца — 25 км, до центра муниципального образования Мяксы — 11 км. Ближайшие населённые пункты — Ершово, Быково, Костяево, Еляхино.
По переписи 2002 года население — 32 человека (12 мужчин, 20 женщин). Преобладающая национальность — русские (94 %).